# 메타트레이더 5
메타트레이더 5(MetaTrader 5, 약칭 MT5)는 Metaquotes Software 사에서 개발한 다중 자산 거래 플랫폼이다.
MT5는 2010년 6월에 공식 출시되었으며, 주식, 외환(Forex), 선물(Futures), CFD(차액결제거래) 등 다양한 금융 상품의 거래를 지원한다.
MT5는 전작인 메타트레이더 4(MT4)보다 더욱 향상된 기능과 빠른 처리 속도를 제공하며, 특히 금융 시장 분석 기능이 대폭 강화된 것이 특징이다.

## 특징
- 외환, 주식, 암호화폐, 지수, 선물, 원자재 등 다양한 자산을 한 플랫폼에서 거래할 수 있다.
- 21개 시간대, 80개 이상의 보조지표, 44개 분석 도구 이용이 가능하다.
- 최대 100개의 차트를 동시에 열 수 있으며, 맞춤형 지표도 제작이 가능하다.
- 경제 캘린더 기능을 지원해 플랫폼 내에서 바로 확인할 수 있다.
- 향상된 주문 체결 시스템으로 체결 속도가 빠르고 안정적이다.
- 데스크톱, 웹, 모바일 앱을 통해 언제 어디서나 접속이 가능하다.

## 보도자료 및 외부링크
- 컬쳐캐피탈 24시간 상담 홈페이지
- 컬쳐캐피탈 위키백과
- 컬쳐캐피탈, 메타쿼츠와 공식 파트너십…MT5 메인라벨 취득

## 메인라벨 과 화이트라벨
- 메인라벨은 MetaQuotes Software로부터 메타트레이더 5 서버 라이선스를 직접 구매하고, 전체 서버 인프라를 직접 운영·관리하는 주체를 의미한다. 메인라벨사는 서버 설정, 접속 포트, 데이터 관리, 업데이트 적용 등 모든 기술적 권한과 책임을 가진다. 메인라벨은 대형 브로커사, 금융기관만 주체할 수 있다.
- 화이트 라벨은 MetaQuotes Software로부터 직접 메타트레이더 5 메인라벨 보유사로부터 라이선스를 임대하거나 기술적 서비스를 제공받아 자체 브랜드로 플랫폼을 운영하는 형태를 의미한다. 화이트 라벨사는 독자적인 로고, 서버 주소, 고객 지원 체계를 설정할 수 있지만, 기본 서버 구조 및 주요 업데이트는 메인라벨사의 관리 하에 이루어진다. 화이트 라벨의 대부분의 주체사는 중소형 브로커사, 신규 사업자이다.

## 규제 및 준수
FX / CFD 거래는 고위험이 존재하는 파생상품 이므로 신중한 접근이 필요하다. 투자를 처음 접한다면 높은 확률로 돈을 잃을 수 있으므로 주의가 필요하다. 투자를 진행하다 원금 손실이 0-100%까지 발생할 수 있다.